# Liste des orgues d'Alsace
Voici une liste non exhaustive des orgues d'Alsace.
La région compte environ 1 225 instruments (sur 7 000 pour l'ensemble de la France), dont 180 sont protégés au titre des Monuments historiques, totalement ou partiellement.

## Département du Bas-Rhin
Le Bas-Rhin compte environ 770 instruments, dont 110 sont protégés.
- Barr : église protestante ; orgue Stiehr et Mockers (1852)
- Bischheim : église Saint-Laurent ; orgue Edmond Alexandre Roethinger (1933)
- Châtenois : église Saint-Georges ; orgue Johann Andreas Silbermann (1765)
- Dinsheim-sur-Bruche : église Saints-Simon-et-Jude ; orgue Joseph Stiehr (1835)
- Dorlisheim : église protestante ; orgue Rémy Mahler (2006)
- Ebersmunster : abbatiale Saint-Maurice ; orgue Andreas Silbermann (1732)
- Eschau : Centre de formation d’apprentis
- Gries : église protestante ; orgue Johann Andreas Silbermann (1781)
- Kertzfeld : église Saint-Arbogast ; orgue Stiehr-Mockers (1842)
- Marmoutier : abbatiale Saint-Étienne ; orgue Andreas Silbermann (1710)
- Molsheim : église des Jésuites ; orgue Johann Andreas Silbermann (1781)
- Obernai : église Saints-Pierre-et-Paul ; orgue Joseph Merklin (1882)
- Rosenwiller : église Notre-Dame de l'Assomption ; orgue Marc Garnier (1998)
- Saessolsheim  : église Saint-Jean Baptiste ; orgues de tribune (1995) et de chœur (1992) Bernard Aubertin
- Sarre-Union : église Saint-Georges ; orgue Delorme/Jean-Georges Kœnig (1717-1967)
- Strasbourg :
  - Orgue de la cathédrale Notre-Dame ; orgue Krebs/Silbermann/Kern (1491/1716/1981)
  - église Saint-Guillaume ; orgue A. Silbermann/Yves Kœnig (1728/1987)
  - église réformée du Bouclier ; orgue Dominique Thomas (2007)
  - église Saint-Paul de Strasbourg, grand orgue Eberhard Friedrich Walcker, orgue de chœur Marc Garnier (2006)
  - église Saint-Pierre-le-Jeune protestante ; orgue Johann Andreas Silbermann/Ernest Muhleisen/Alfred Kern (1780/1950)
  - église Saint-Thomas de Strasbourg ; orgue de tribune Johann Andreas Silbermann, orgue de chœur Dalstein-Haerpfer (1905)
  - Temple Neuf ; orgue Joseph Merklin (1877)
  - église néo-apostolique de Strasbourg; (1969-71) construit par une équipe de bénévoles encadrés par les facteurs d’orgues Jean-Pierre Garland, Alfred Higelin et Etienne Schmidt sur une ébauche de façade réalisée par Marc Garnier. Restauré et relevé par Manufacture de Grandes Orgues Christian Botzlé (2016)[2].
- Wasselonne : église protestante Saint Laurent, orgue de Johann Andreas Silbermann (1755).
- Wisches : église Saint-Michel ; orgue Stiehr-Mockers (1859)
- Wissembourg : église Saint-Jean ; orgue Dominique Thomas (2015)[3]
- Wolxheim : église Saint-Étienne : orgue Sébastien Kraemer/Claude-Ignace Callinet/Rinkenbach (1780/1844/1887)

## Département du Haut-Rhin
Le Haut-Rhin compte environ 460 instruments, dont 70 sont protégés.
- Bettlach-Linsdorf : église Saint-Blaise ; orgue Joseph Callinet (1844)
- Cernay : église Saint-Étienne ; orgue Joseph Rinckenbach (1927)
- Dannemarie : église Saint-Léonard ; orgue Joseph Callinet (1846)
- Didenheim : église Saint-Gall ; orgue Stiehr (1834)
- Guewenheim : église Saint Maurice ; orgue Stiehr Callinet (1833)
- Illzach : église Saint-Jean-Baptiste ; orgue Richard Dott (2004)
- Ingersheim : église Saint-Barthélémy ; orgue Joseph Rinckenbach (1919)
- Issenheim : église Saint-André ; orgue Joseph Callinet (1835)
- Lutterbach : basilique du sacré-cœur ; orgue Schwenkedel (1958)
- Jungholz : basilique Notre-Dame de Thierenbach ; orgue François Didier/Fischer & Krämer (1923/1992)
- Landser : église Notre-Dame de l’Assomption ; orgue Martin Bergäntzel (1789)
- Masevaux : église Saint-Martin ; orgue Alfred Kern (1975) ; orgue de chœur Kurt Schwenkedel (1972)
- Mollau : église Saint-Jean-Baptiste ; orgue Joseph Callinet (1833) ; relevé en 2011 par H. Brayé
- Mulhouse : temple Saint-Jean ; orgue Johann Andreas Silbermann/Alfred Kern (1766/1972)
- Mulhouse  (quartier de Bourtzwiller) : Chapelle Saint-Marc ; orgue Kern (1973)
- Munster : église protestante ; orgue Muhleisen (1985)
- Oberhergheim : église Saint-Léger ; orgue Claude Ignace Callinet (1853)
- Oltingue : église Saint-Martin ; orgue Callinet frères (1843)
- Ribeauvillé : église Saint-Grégoire ; orgue Friedrich Ring/Claude Legros (1702)
- Riedisheim : église Saint-Afre ; orgue Stiehr-Mockers (1853)
- Rouffach : église Notre-Dame de l'Assomption ; orgue Claude Ignace Callinet (1855)
- Sausheim : église Saint-Laurent ; orgue Muhleisen (2005)
- Soultz : église Saint-Maurice ; orgue Johann Andreas Silbermann (1750)
- Thann : collégiale Saint-Thiébaut ; orgue Rinckenbach/Aubertin et Gaillard (1888/2003)
- Turckheim : église Sainte-Anne ; orgue Alfred Kern (1983)
- Village-Neuf : église Saint-Nicolas ; orgue Hugo Mayer (2002)
- Zillisheim : église Saint-Laurent ; orgue Joseph Stiehr/Edmond Alexandre Roethinger/B. Aubertin (1841/1928/2004)

## Source
- Découverte des orgues d'Alsace, DOA, Issenheim, 2010